# Boaz Mauda
Boaz Mauda (in ebraico: בועז מעודה) (Elyakim, 23 aprile 1987) è un cantante israeliano.

## Vita e carriera
Boaz è nato e cresciuto in una famiglia yemenita a Moshav Elyakim, dove vive ancora. È l'ultimo figlio di sua madre che è diventata invalida a causa di complicazioni della sua nascita. Boaz è un ebreo ortodosso moderno. Senza nessun trascorso nell'industria musicale, Boaz è stato iscritto da un amico (senza che lui lo sapesse) alle audizioni di Kokhav Nolad, equivalente israeliano del talent show Pop Idol. Durante il programma, Boaz cantava molte canzoni mizrahi e acustiche. La sua voce era tanto amata dal pubblico e dai giudici. Alla finale, svoltasi il 29 agosto 2007, ha rivaleggiato con Marina Maximillian Blumin e Shlomi Bar'el. Quella sera, ha cantato due canzoni: "Señorita", con il cantante israeliano David Broza, e poi "Menagen veshar" di Avner Gadassi. Ha vinto Kokhav Nolad 2007 con il 50% dei voti, e in più ha ottenuto un contratto con l'etichetta discografica Hed Artzi.

## Eurovision Song Contest
Boaz Mauda ha rappresentato Israele all'Eurovision Song Contest 2008 a Belgrado, Serbia.
La preselezione è avvenuta a febbraio 2008 in cui Mauda ha cantato cinque canzoni. Il pubblico insieme ad un gruppo di esperti israeliani hanno votato la canzone vincente Ke'ilo kan (The fire in your eyes), scritta dalla vincitrice israeliana di Eurovision Song Contest 1998, Dana International. Il testo è in parte in lingua ebraica ed in parte in lingua inglese.
Ha terminato la competizione il 24 maggio 2008, in nona posizione con 124 punti.

## Discografia

### Singoli
- Menagen Veshar (2007)
- Keilu Kan (2007)
- Mi Haya Ma'amin? con Marina Maximillian Blumin (2008)
- Oreakh BaOlam (2008)
- Lakhzor HaBaita (2009)
- Time To Pray con Sirusho and Jelena Tomašević (2009)